# José Valdeci Santos Mendes
Dom José Valdeci Santos Mendes (Coroatá, 12 de setembro de 1961), é um bispo católico brasileiro. É o terceiro bispo da Diocese de Brejo.

## Biografia
Nasceu em Coroatá, Maranhão, em 12 de setembro de 1961, filho de Dorotea e Onezito Mendes, lavradores, este último falecido em 21 de outubro de 2022, a um dia de completar 90 anos de idade, os quais foram pais de mais oito filhos.
Estudou filosofia e teologia no Centro Teológico do Maranhão (CETEMA), hoje, Instituto de Ensino Superior do Maranhão (IESMA). Tem licenciatura em filosofia pela Universidade Estadual do Ceará, e realizou especialização em Bíblia pelo Instituto de Estudos Superiores da Companhia de Jesus, em Belo Horizonte.
Ordenado presbítero em 11 de setembro de 1994, era pároco de Arari, no estado do Maranhão, quando foi nomeado bispo de Brejo, sucedendo a Dom Valter Carrijo. Recebeu a ordenação episcopal em Arari no dia 21 de agosto de 2010 das mãos de Dom Reinaldo Ernst Heribert Pünder, Dom Xavier Gilles de Maupeou d’Ableiges e Dom Valter Carrijo. Tomou posse como bispo diocesano no dia 28 de agosto.

### Conferência Nacional dos Bispos do Brasil
No dia 8 de maio de 2019 foi eleito presidente da Comissão para a Ação Social Libertadora da Conferência Nacional dos Bispos do Brasil, período a concluir-se em 2023.
De 2015 a 2019, Dom Valdeci foi membro da Comissão Episcopal Pastoral para a Ação Sociotransformadora da CNBB. Também atuou como presidente do Conselho Pastoral dos Pescadores.
Durante o processo de escuta do Sínodo para a Amazônia, Dom José Valdeci promoveu dois encontros voltados para populações tradicionais da região. Em uma primeira oportunidade, reuniu pescadores do Amapá, do Pará e do Maranhão para estudarem o documento preparatório e responder ao questionário do Sínodo. Incentivou os grupos quilombolas do Maranhão a também contribuírem para as reflexões do Sínodo, cujo tema é “Novos caminhos para a Igreja e para uma ecologia integral”.
Na 57ª Assembleia Geral da CNBB, em 2019, Dom Valdeci foi eleito presidente da Comissão para a Ação Sociotransformadora. No último quadriênio, fez parte do Conselho Gestor do Fundo Nacional de Solidariedade (FNS) da CNBB e coordenou as mobilizações em curso do processo da 6ª Semana Social Brasileira.
Em 26 de abril de 2023, durante a 60° Assembleia Geral da Conferência Nacional dos Bispos do Brasil, foi reeleito como Presidente da Comissão para a Ação Sociotransformadora da CNBB, durante o período de 2023-2027.